# كريستوف فردريش أوتو
كريستوف فردريش أوتو (1783-1856) (بالإنجليزية: Christoph Friedrich Otto)‏ هو عالم نبات ألماني.
من النباتات التي وصفها:
- أرجمون مفلطح القرون
- أرجمون هونماني
- أغاف سالمي
- زقين
- شاورية كاليكية الأوبار
- كورديل حمراء